# Ellar Coltrane
Ellar Coltrane, nato Ellar Coltrane Kinney Salmon (Austin, 27 agosto 1994), è un attore statunitense.

## Biografia
Nato nel 1994 ad Austin, nel Texas, Coltrane ha debuttato nel mondo del cinema all'età di sette anni, recitando nel film Stella solitaria di David Semel, uscito nelle sale nel 2002. Nello stesso anno è stato scelto dal regista Richard Linklater come protagonista di un film le cui riprese sono durate intenzionalmente per un intervallo di 12 anni, dal 2002 al 2013, ovvero dagli otto ai diciannove anni di Coltrane. Il film, dal titolo Boyhood, è uscito nelle sale nel 2014 ed è interpretato, oltre che da Coltrane, da Ethan Hawke, Patricia Arquette e Lorelei Linklater. Durante il periodo delle riprese di Boyhood, Coltrane ha partecipato con ruoli minori anche ad altri film, tra cui Fast Food Nation dello stesso Linklater.

## Filmografia
- Stella solitaria (Lone Star State of Mind), regia di David Semel (2002)
- Faith & Bullets, regia di Kingsly Martin (2005)
- Fast Food Nation, regia di Richard Linklater (2006)
- Hallettsville, regia di Andrew Pozza (2009)
- Boyhood, regia di Richard Linklater (2014)
- The Circle, regia di James Ponsoldt (2017)
- L'uomo che uccise Hitler e poi il Bigfoot (The Man Who Killed Hitler and Then the Bigfoot), regia di Robert D. Krzykowski (2018)
- Summer Night, regia di Joseph Cross (2019)
- The Good Lord Bird - La storia di John Brown (The Good Lord Bird) – miniserie TV, 7 puntate (2020)

## Doppiatori italiani
- Emanuele Ruzza in The Circle, Blood Money - A qualsiasi costo
- Lorenzo D'Agata in Boyhood (Mason Evans piccolo)
- Riccardo Suarez in Boyhood (Mason Evans adolescente)
- Alex Polidori in Boyhood (Mason Evans cresciuto)
- Federico Viola in The Good Lord Bird - La storia di John Brown

## Riconoscimenti
- 2015 – Empire Awards[3]
  - Candidatura – Miglior debutto maschile per Boyhood
- 2015 – MTV Movie Awards[4][5]
  - Candidatura – Miglior performance rivelazione per Boyhood
  - Candidatura – Miglior trasformazione su schermo per Boyhood